# Psykotropkonventionen
Psykotropkonventionen, eller 1971 års psykotropkonvention, är en konvention som antogs av Förenta nationerna den 21 februari 1971 i Wien och som trädde i kraft den 16 augusti 1976. 2010 var 183 länder anslutna till konventionen.
Konventionen förpliktar de anslutna staterna att begränsa användningen av medel som regleras av konventionen till medicinska och vetenskapliga ändamål. Den kompletterar bestämmelserna i 1961 års allmänna narkotikakonvention avseende nyare narkotika och psykotropa läkemedel, bland annat LSD, psilocybin, meskalin, amfetamin och barbiturater. Konventionen är inte lika långtgående som 1961 års allmänna narkotikakonvention i fråga om straffbestämmelser.
Med avseende på legala mekanismer kompletteras Psykotropkonventionen av 1988 års narkotikabrottskonvention.